# Nässja församling
Nässja församling var en församling i Linköpings stift inom Svenska kyrkan i Vadstena kommun. Församlingen uppgick 2006  i Dals församling.
Församlingskyrka var Nässja kyrka.

## Administrativ historik

församlings vapen.

Församlingen har medeltida ursprung. 
Församlingen var till 1962 annexförsamling i pastoratet Örberga och Nässja som 1938 utökades med Herrestads och Källstads församlingar. Från 1962 till 1992 var församlingen annexförsamling i pastoratet Rogslösa, Väversunda, Örberga, Nässja, Herrestad, Källstad och Strå. Från 1992 till 2006 var församlingen annexförsamling i pastoratet Rogslösa, Väversunda, Örberga, Nässja, Herrestad och Källstad. Församlingen uppgick 2006  i Dals församling.
Församlingskod var 058404.

## Komministrar
Lista över komministrar i Nässja församling. Tjänsten vakantsattes 26 februari 1909 och föreslogs dras in 1 maj 1921.
| Ämbetstid | Namn                        | Levnadstid | Övrigt                                                    |
| --------- | --------------------------- | ---------- | --------------------------------------------------------- |
| 1629-1642 | Petrus Johannis             | -1642      |                                                           |
| 1643-     | Jonas Gudhemius             |            | Senare hospitalspredikant i Linköpings församling.        |
| 1656–1664 | Laurentius Slakovius        | –1674      | Senare komminister i Brunneby församling.                 |
| 1665-1668 | Laurentius Erici Seminander | -1668      |                                                           |
| 1669-1701 | Magnus Spång                | 1635-1701  |                                                           |
| 1701-     | Petrus Egelinus             | 1670-1730  | Senare hospitalspredikant i Vadstena hospitalsförsamling. |
| 1713-     | Petrus Kugelström           |            | Senare komminister i Pelarne församling.                  |
| 1715-1722 | Anders Palmaerus            | 1693-1722  |                                                           |
| 1724-1738 | Per Tiliander               | 1692-1738  |                                                           |
| 1740-1743 | Jonas Cedersten             | 1701-1743  |                                                           |
| 1744-1783 | Nils Novander               | 1706-1784  |                                                           |
| 1783-1803 | Lars Bergner                | 1749-1803  |                                                           |
| 1803-1813 | Jonas Wallén                | 1765-1813  |                                                           |
| 1812-1835 | Anders Enelius              | 1776-1835  |                                                           |
| 1835-     | Anders Adam Kraft           | 1797–1854  | Senare komminister i Appuna församling                    |
| 1850-1875 | Fredrik Georg Möller        | 1806-1875  |                                                           |
| 1878-1884 | Johan Alfred Westerlund     | 1849-1925  | Senare kyrkoherde i Skänninge församling.                 |
| 1884-1885 | Carl Johan Lundström        | 1831-1885  |                                                           |
| 1886-1890 | Johan Theodard Karlsson     | 1854-1899  | Senare komminister i Källstads församling                 |
| 1891-1908 | David Johansson             | 1859–1934  | Senare kyrkoherde i Örberga församling.                   |

## Klockare och organister[5]
Organister och klockare vid Nässja.
| Verksam   | Namn                           | Levnadstid   | Övrigt                |
| --------- | ------------------------------ | ------------ | --------------------- |
| 1688–1699 | Lars Persson                   | ca 1647–1710 | Klockare              |
| 1699–1724 | Jon Danielsson                 |              | Klockare              |
| 1725–     | Lars Ersson                    |              | Klockare              |
|           | Anders Larsson                 | –1731        | Klockare              |
| –1742     | Anders Svensson                | ca 1705–1742 | Klockare              |
| 1743–1766 | Måns Nilsson                   | ca 1707–1766 | Klockare              |
| 1766–     | Petter Jonasson                |              | Klockare              |
|           | Petter Berggren                |              | Klockare ?            |
| 1800–1818 | Jonas Nydahl                   | 1772–        | Klockare              |
| 1818–1864 | Johan Liljeqvist               | 1782–1864    | Klockar               |
| 1864–1890 | Karl Fredrik Teodor Pettersson | 1827–1913    | Klockare och organist |
| 1890–1892 | Anna Gustafsson                |              | Vikarie               |